# Beverly Johnson
Beverly Johnson (Buffalo (New York), 13 oktober 1952) is een Amerikaanse actrice, filmproducente en model.

## Biografie
Johnson was in haar tienerjaren kampioen met zwemmen en had aspiratie om advocaat te worden. Zij studeerde rechten aan de Northeastern University in Boston toen zij probeerde om als model werk te krijgen. Zij kreeg snel een opdracht van het tijdschrift Glamour en toen ging haar baan als model in een sneltreinvaart, zij verscheen op de voorzijde van ongeveer vijfhonderd tijdschriften waaronder de Vogue in augustus 1974. Bij dit blad was zij de eerste Afro-Amerikaanse vrouw die hier op de voorzijde kwam als model en dankzij dit veranderde het beeld van het gebruik van donkere modellen. 
Johnson begon in 1976 met acteren in de film Deadly Hero. Hierna heeft zij nog meerdere rollen gespeeld in films en televisieseries zoals Loaded Weapon 1 (1993), Law & Order (1992-1993), Crossworlds (1996), 54 (1998) en Crossroads (2002).
Johnson is ook actief als filmproducente, in 2012 heeft zij de televisieserie Beverly's Full House geproduceerd.
Johnson heeft in het verleden een langdurige relatie gehad met acteur Chris Noth. Zij was van 1971 tot en met 1973 getrouwd, en van 1977 tot en met 1979 was zij opnieuw getrouwd en heeft hieruit één kind.

## Filmografie

### Films
- 2012 Good Deeds – als Brenda
- 2002 Red Shoe Diaries 15: Forbidden Zone – als Lorri
- 2002 Crossroads – als moeder van Kit
- 2001 Down 'n Dirty – als Sandra Collins
- 1998 54 – als begunstiger van Elaine
- 1997 How to Be a Player – als Robin
- 1997 True Vengeance – als luitenant Kada Wilson
- 1996 Crossworlds – als de Queen
- 1995 Ray Alexander: A Menu for Murder – als Alana Durand
- 1994 A Brilliant Disquise – als Barbara
- 1993 A Perry Mason Mystery: The Case of the Wicked Wives – als Jane Marlowe Morrison
- 1993 The Cover Girls Murders – als Michaela
- 1993 The Meteor Man – als vrouwendokter
- 1993 Loaded Weapon 1 – als Doris Luger
- 1980 The Sky Is Gray – als moeder van John Lee
- 1979 Ashanti – als Dr. Anansa Linderby
- 1978 Crisis in Sun Valley – als Beverly
- 1977 The Baron – als ??
- 1976 Deadly Hero – als ??

### Televisieseries
Uitgezonderd eenmalige gastrollen.
- 1998 3rd Rock from the Sun – als Prell – 2 afl.
- 1994 Lois & Clark: The New Adventures of Superman – als mrs. Cox – 2 afl.

- Bibliothèque nationale de France: cb14190785w (data)
- Gemeinsame Normdatei: 1012083152
- International Standard Name Identifier: 0000 0001 1947 9232
- Library of Congress Control Number: n81049789
- SNAC: w6vq3t8g
- Virtual International Authority File: 28392998
- WorldCat: E39PBJxGWby4GBdQqh6PXMQyVC